# Murat-le-Quaire
Murat-le-Quaire település Franciaországban, Puy-de-Dôme megyében. Lakosainak száma 486 fő (2022. január 1.). Murat-le-Quaire La Bourboule, Laqueuille, Mont-Dore és Saint-Sauves-d’Auvergne községekkel határos.

## Népesség
A település népességének változása:
| Lakosok száma | 480  | 481  | 492  | 472  | 477  | 483  | 488  | 487  | 486  |
|               | 2013 | 2015 | 2016 | 2017 | 2018 | 2019 | 2020 | 2021 | 2022 |